# Ailyn Pérez
Ailyn Pérez (Chicago, Illinois, Estados Unidos, 15 de agosto de 1979) es una soprano de ópera estadounidense conocida por su interpretación de Violetta en La traviata, Mimì en La bohème y el protagónico en Thaïs. Fue homenajeada en los premios Opera News Awards de 2019, y fue la primera estadounidense con raíces latinas en ganar el premio Richard Tucker de 2012.

## Biografía
Pérez es hija de Miguel Pérez Lazcano y Lucía Delia, inmigrantes mexicanos originarios de Jalisco que se conocieron en Chicago, ciudad donde nació el 15 de agosto de 1979.Se graduó de la Escuela de Música de la Universidad de Indiana y a la Academia de Artes Vocales de Filadelfia.
Pérez se volvió conocida al interpretar a Violetta en La traviata en la Deutsche Staatsoper de Berlín, la Ópera Estatal de Hamburgo, la Staatsoper de Viena y la Royal Opera House. En 2010, interpretó a Mimì en La bohème en la Ópera de Cincinnati y en la Ópera Metropolitana de Nueva York en 2016. Su repertorio incluye papeles como el de la Condesa en Le nozze di Figaro, Juliette en Roméo et Juliette y Micaëla en Carmen.
En 2020, Interpretó a Amelia Grimaldi en Simon Boccanegra, que protagonizó junto a Plácido Domingo
En 2023, interpretó, en español, el papel principal de Florencia en el estreno de Florencia en el Amazonas en el Metropolitan Opera House, la cual tuvo transmisión en vivo que se pudo ver en 70 países, México incluido.

## Discografía
- Poèma d'un jour (2013).
- Love duets (2014) con Stephen Costello
- Great Scott (2018) de Jake Heggie y Terrence McNally